# Tampa Bay Rowdies
Tampa Bay Rowdies é um clube de futebol dos Estados Unidos fundado em 1975. Sua sede fica localizada na Flórida. O atual clube foi fundado como FC Tampa Bay e é um clube fênix do antigo Tampa Bay Rowdies.
Disputa atualmente a United Soccer League, manda seus jogos no Al Lang Stadium e é treinado por Thomas Rongen. Suas cores são verde e amarelo.

## História

### Tampa Bay Rowdies (1975–1985)
O Tampa Bay Rowdies surgiu para disputar a NASL original. Começou a disputar o torneio em 1975, ano que conseguiu sua melhor conquista, o título da NASL, vencendo a decisão contra o Portland Timbers por 2x0.  O time voltaria ao Soccer Bowl em outras duas oportunidades, em 1978 quando perdeu a final para o New York Cosmos por 3x1 e em 1979, quando perdeu para o Vancouver Whitecaps na final.
Foi também nessa época que surgiu a sua rivalidade com o Fort Lauderdale Strikers, clássico que ficou conhecido com Florida Derby

### FC Tampa Bay(2008–2011)
O clube ressurgiu em 2008 com a intensão de reviver o antigo Rowdies, porém por questões de Naming Rights, o clube não pôde utilizar esse nome, por isso resolveram chamá-lo de FC Tampa Bay. A equipe disputou a sua primeira temporada na USL First Division e em 2010 se transferiu para a NASL.
A equipe disputou a temporada de 2010 com esse nome, porém para a temporada seguinte, a equipe conseguiu liberação da companhia Classic Ink para utilizar o nome de Tampa Bay Rowdies

### Tampa Bay Rowdies (2011–atual)
A equipe continuou a disputar a NASL nas temporadas seguintes, só que com o novo nome. Seu maior feito desde que voltou a disputar o futebol profissionalmente ocorreu em 2012, quando conquistou o Soccer Bowl contra o Minnesota United.
Em 2017 a equipe deixará a NASL e irá disputar a USL, com pretensões de ir para a Major League Soccer.
Títulos
NASL: 1975 e 2012

## Símbolos

### Escudo
| Evolução do Escudo do Tampa Bay Rowdies | Evolução do Escudo do Tampa Bay Rowdies | Evolução do Escudo do Tampa Bay Rowdies | Evolução do Escudo do Tampa Bay Rowdies | Evolução do Escudo do Tampa Bay Rowdies | Evolução do Escudo do Tampa Bay Rowdies | Evolução do Escudo do Tampa Bay Rowdies | Evolução do Escudo do Tampa Bay Rowdies |
| 1975 – 1984                             | FC Tampa Bay - 2008 – 2011              | 2011 – Atual                            |                                         |                                         |                                         |                                         |                                         |
| --------------------------------------- | --------------------------------------- | --------------------------------------- | --------------------------------------- | --------------------------------------- | --------------------------------------- | --------------------------------------- | --------------------------------------- |